# Ириней (Пандолеондос)
Митрополит Ириней (греч. Μητροπολίτης Ειρηναίος, в миру Эммануи́л Пандоле́ондос, греч. Εμμανουήλ Παντολέοντος; 25 ноября 1863, остров Халки, Османская империя — 16 августа 1945, Полийирос, Греция) — епископ Константинопольской православной церкви, митрополит Мелникский (1903—1906) и Кассандрийский (1907—1945), деятель Борьбы за Македонию.

## Молодость
Эммануил Пандолеондос родился в 1863 году на острове Халки (Хейбелиада) Мраморного моря.
Учился в греческой школе в Халки. В 1890 году окончил Халкинскую богословскую школу и в следующем году был рукоположен в дьяконы.
Был отправлен в город Ксанти в качестве проповедника и преподавал богословие и греческий язык в ксантийской гимназии.
В августе 1891 года, по рекомендации бывшего патриарха Иерусалимского Никодима, отправился в Россию, где учился в Киевской духовной академии (1891—1895).
В 1895 году был назначен преподавателем в Халкинской богословская семинарии и оставался на этом посту 8 лет. В 1896 году был рукоположен в священники. В 1897 году стал директором Халкинской богословской школой, оставаясь на этом посту до ноября 1903 года.

## В Македонии
2 ноября 1903 года, будучи архимандритом и преподавателем Семинарии, был рукоположен в митрополиты города Мелника, этого значительного центра эллинизма в северной части «Восточной Македонии».
11 августа 1906 года подал в отставку и вернулся на пост директора Халкинской богословской школы.
26 июля 1907 года Священный Синод избрал его митрополитом Кассандрийским. Митрополит Ириней верхом прибыл в город Полийирос 7 сентября 1907 года, встречаемый на въезде в город его населением.
Сразу по прибытии он объявил о начале строительства Греческого училища, завершив строительство в 1911 году, «благотворительными усилиями жителей». Он объездил все сёла своей епархии, давая решения на накопившиеся проблемы «несчастной епархии». В истории Кассандрийской епархии остался как динамичный иерарх, который, в особенности в османский период, решал вопросы, употребляя греческое выражение, не всегда «крестом в руке». В частности, находясь на этом посту, принял участие в Борьбе за Македонию. В своих мемуарах Константин Мазаракис пишет, что на полуострове Халкидики греческие военачальники Коис, Букувалас и Пападзанетеас сотрудничали с митрополитом Иринеем при исполнении своей основной задачи — не допустить поникновение болгарских чет на полуостров с преимущественно греческим населением. Созданные местными греками македонянами, под руководством митрополита Иринея, в каждом селе его епархии, комитеты Борьбы за Македонию, оказывали помощь партизанским греческим группам, в результате чего полуостров Халкидики практически избежал угрозы деятельности болгарских чет.
Младотурецкая революция 1908 года была встречена греками македонянами с надеждами на лучшее будущее и положила конец Борьбе за Македонию. Однако большинство греков македонян уклонялось от призыва в турецкую армию, что послужило причиной гонений османских властей на паству Иринея. В этой атмосфере, 8 мая 1909 года, в подворье монастыря Эсфигмена в селе Портарья, на митрополита Иринея было совершено покушение.

## Балканские войны
В 1912 году, с началом Первой Балканской войны, греческая армия вступила в Османскую Македонию, в то время как греческий флот запер османский флот в Дарданеллах.
Опасаясь высадки иррегулярных греческих отрядов на полуостров Халкидики, до 3 тысяч вооружённых местных турок собрались вокруг Полигироса.
В действительности лишь малочисленный отряд В. Папакостаса сумел высадиться на полуострове, дойти до Полигироса и своими налётами с окружающих холмов досаждать туркам.
Заслуга Иринея заключалась в том, что он сумел обеспечить бескровную сдачу города.
Сотрудники Иринея искусно распространяли слухи о том, что вокруг Полигироса собрались несколько тысяч греческих партизан.
Турецкий командир обратился к посредничеству Иринея. Ириней сумел убедить турка, что самое разумное, что тот может сделать, забрать своих солдат и служащих, временно покинуть город, и вернуться после того как порядок будет восстановлен османской армией.
23 октября 1912 года турки, сопровождаемые для безопасности Иринеем, ушли в Фессалоники, как оказалось навсегда.
26 октября греческая армия вступила в македонскую столицу, в то время как полуостров Халкидики был бескровно освобождён отрядами греческих партизан, а Афон десантами греческого флота 2 ноября 1912 года.
Патриотическая деятельность Иринея не прошла незамеченной османами. В то время как Патриарх Константинопольский Иоаким III, перед своей смертью (13/26 ноября 1912 года) «указал на Св. Кассандрийского как на единственного достойного своего преемника» султанские власти исключили из каталога кандидатов на трон патриарха 7 митрополитов, среди которых был и Ириней.

## Последующие годы
Ириней оставался на троне Кассандрийской митрополии дольше чем какой либо иерарх этой митрополии — непрерывно 38 лет, с октября 1907 года по 16 августа 1945 года. За этот период он содействовал в строительстве в своей епархии десятков школ.
Основной проблемой, которой был занят митрополит Ириней в 1920-е годы, было разрешение неотложных вопросов связанных с размещением в его епархии тысяч беженцев Малоазийской катастрофы.
Будучи харизматическим иерархом и личностью, признанной за свой вклад в борьбу нации, митрополит Ириней не колеблясь шёл на конфликт как с церковной иерархией, так и государственными властями, там где он считал необходимым. Это касалось финансовых вопросов, устава церкви, нового календаря. В вопросе нового календаря, возникшего в 1924 году и потрясавшего греческую церковь многие десятилетия, Ириней заявлял: «… достойны похвалы упорно остающиеся верными традициям Церкви старостильники…».
В старости Ириней страдал от ревматизма. Он умер в возрасте 82 лет, 16 августа 1945 года, на следующий день после праздника Пресвятой Богородицы, на котором он в последний раз исполнил праздничную службу. Осознав что он умирает, Ириней отказался от медицинской помощи со словами «пришёл мой час».